# Катковка
Катковка — село в Колышлейском районе Пензенской области России. Входит в состав Трескинского сельсовета. До 2010 года являлось центром ныне упразднённого Катковского сельсовета.

## География
Село находится в южной части Пензенской области, в пределах западного склона Приволжской возвышенности, в лесостепной зоне, при автодороге 58К-181, на расстоянии примерно 14 километров (по прямой) к юго-востоку от посёлка городского типа Колышлей, административного центра района. Абсолютная высота — 216 метров над уровнем моря.

### Климат
Климат характеризуется как умеренно континентальный, с тёплым летом и умеренно холодной продолжительной зимой. Средняя температура воздуха самого холодного месяца (января) составляет −13,2 °C; самого тёплого месяца (июля) — 17 °C. Годовое количество атмосферных осадков — 600 мм, из которых большая часть выпадает в тёплый период.

### Часовой пояс
Село Катковка, как и вся Пензенская область, находится в часовой зоне МСК (московское время). Смещение применяемого времени относительно UTC составляет +3:00.

## Население
| 1889 | 1911 | 1926 | 1939 | 1959 | 1979 | 1989 |
| ---- | ---- | ---- | ---- | ---- | ---- | ---- |
| 160  | ↗224 | ↗304 | ↘245 | ↘227 | ↘107 | ↘33  |
| 1996 | 2002 | 2010 |      |      |      |      |
| ↗625 | ↘583 | ↘556 |      |      |      |      |

### Национальный состав
Согласно результатам переписи 2002 года, в национальной структуре населения русские составляли 97 % из 583 чел.